# Pseudoryctes mullerianus
Pseudoryctes mullerianus är en skalbaggsart som beskrevs av White 1859. Pseudoryctes mullerianus ingår i släktet Pseudoryctes och familjen Dynastidae. Inga underarter finns listade i Catalogue of Life.